# Лор, Петер Йоан
Питер Йоан Лор (нидерл. Peter Joan Lor) (1946, Апелдорн, Нидерланды) — южно-африканский библиотекарь, общественный и политический деятель и преподаватель.

## Биография
Родился в 1946 году в Аппелдорне. В 1952 году он со всей своей семьёй переехал в ЮАР. После окончания средней школы получил высшее образование в Претории, где был удостоен 1-й учёной степени в области библиотековедения. Работал в качестве преподавателя библиотечных дисциплин в различных университетах ЮАР, чуть позже заведовал отделением отделение библиотечной и информационной науки Южно-Африканского университета. В 1992 году был избран на должность директора Государственной библиотеки в Претории, данную должность он занимал вплоть до 1999 года.

## Научные работы
Основные научные работы посвящены библиотековедению. Автор свыше 90 научных работ.